# A&Wルートビア
A&Wルートビア（英: A&W Root Beer）は、1919年にロイ・アレンによって始められたアメリカ合衆国の清涼飲料水ブランドである。
元はファーストフードチェーンA&Wレストランの事業だったが、ドクターペッパー/セブンアップ（Dr Pepper/Seven Up, Inc.、ドクターペッパー、セブンアップ等を生産）の手に移り、その後の合併により、現在のオーナーはドクターペッパー・スナップル・グループ (Dr Pepper Snapple Group Inc.) である。
日本でも沖縄県限定に近い形で輸入品が355mlの缶入りを中心に販売されており、沖縄県外でも輸入食材を扱う店等で販売されている。同県に展開するA&W沖縄（A&Wレストランの現地法人）の店舗ではメニューを注文している客は無料でルートビアを飲める。

## 歴史
1919年、ロイ・アレン (Roy Allen) とフランク・ライト (Frank Wright) により、カリフォルニア州ローダイで始められる。

## 発売しているドリンク
- A&Wルートビア(1919年発売開始)
- A&Wダイエット ルートビア(1974年発売開始)
- A&Wクリームソーダ(1986年発売開始)
- A&Wダイエット クリームソーダ(1986年発売開始)
- A&Wフロート(2008年発売開始)